# صلاح الزيات
صلاح الزيات من قارئي القرآن الكريم ومن أئمة المساجد في المملكة العربية السعودية، يعمل إماما وخطيبا لجامع المسحل بحي الريان بالدمام في المنطقة الشرقية.

## وصلات خارجية
- مصحف الشيخ صلاح الزيات في موقع رياض القران
- مصحف الشيخ صلاح الزيات في موقع اقرأ
- مصحف الشيخ صلاح الزيات في موقع طريق الإسلام